# Jacobo María Ynclán Pajares
Jacobo Ynclán (Madrid, 4 de febrer de 1984) és un futbolista madrileny, que ocupa la posició de davanter.
Format al planter de l'Atlètic de Madrid, arriba a jugar un encontre amb els matalasser a primera divisió. Abans, havia estat cedit a la UE Lleida, el Polideportivo Ejido i al Mouscron belga. L'estiu del 2008 fitxa pel Deportivo Alavés, on només apareix en sis partits, i a la campanya següent, recala al modest Guadalajara.